# 音谷 (富山県)
音谷（おとたに）は、富山県黒部市を流れる黒部川の支流。

## 特徴
負釣山南方を源流としていくつかの支流を集めて黒部川に合流する。いくつか砂防ダムがある。
沢登りの対象として登られることもある。滝が複数あるが比較的傾斜が緩く登りやすい。
音谷は、下流部にある音沢村（現宇奈月町音澤）の地名の由来になったと考えられる。

## 自然
流域はトチノキやケヤキの名産地で、この材を刈り出した山麓の音沢村の木地師は、新川地方で最も新しく最後まで活躍したという。

## 交通
富山地方鉄道本線音沢駅で下車。